# Staga producta
Staga producta är en fjärilsart som beskrevs av Paul Mabille 1900. Staga producta ingår i släktet Staga och familjen nattflyn. Inga underarter finns listade i Catalogue of Life.